# Argyractis periopis
Argyractis periopis là một loài bướm đêm trong họ Crambidae.